# Ehrgeiz
Ehrgeiz est un jeu vidéo de combat développé par DreamFactory, sorti en 1998 sur borne d'arcade et en 1999 sur PlayStation.

## Système de jeu
Ergheiz a la particularité, pour un jeu de combat, d'être divisé en trois parties. 
- Le jeu de combat en lui-même, où l'on retrouve des personnages bien connus tels que Cloud Strife, Tifa Lockheart, Yuffie et Sephiroth.
- Une sorte de D-RPG (Dungeon-Role Playing Game) où l'on incarne deux personnages alternativement.
- La troisième partie est composée de quatre minis-jeux :
  - Infinity Battle, qui est l'équivalent d'un Survival mode,
  - Panel Battle, qui semble inspiré du jeu de plateau Othello,
  - Run Battle, une course à pied où l'on peut attaquer son adversaire,
  - Beach Battle, comme son nom peut l'indiquer, est un jeu de beach-volley.

Un système similaire aux limites est présent : il suffit de charger une attaque avec un des boutons pour lancer une attaque dévastatrice lorsque chargée au maximum (par exemple, Cloud peut envoyer une série de météores sur son adversaire et Yuffie lancer trois shurikens géants).

## À noter
- Le jeu propose de contrôler six personnages tirés de Final Fantasy VII : Sephiroth, Cloud, Tifa, Zack, Vincent et Yuffie.
- La version PlayStation est rééditée en téléchargement sur PlayStation 3 et PlayStation Portable le 9 juillet 2008 au Japon.

## Équipe de développement
Square Co.
- Producteur : Hirohide Sugiura
- Producteur exécutif : Tomoyuki Takechi
- Superviseurs : Hironobu Sakaguchi, Shinji Hashimoto
- Superviseur personnages : Tetsuya Nomura
- Superviseur sons : Nobuo Uematsu
- FF VII Staff : Yoshinori Kitase, Tomohiro Kayama, Shintaro Takai, Kenji Takemoto, Fumi Nakashima

DreamFactory Co.
- Program Design : Taketoshi Nishimori, Ken Suzuki, Takatoshi Katahata, Tomohiro Ishii, Hiroko Ohnishi, Masaya Ishizuka, Katsuyuki Amano, Hanae Karasawa, Masafumi Horiuchi, Yoshiko Higohashi, Yuri Suzuki, Takeshi Sadohara, Jyoko Sato, Takeshi Ochiai, Yuki Masuda
- Motion Design : Satoru Uchida, Takashi Aoyagi, Toshimitsu Shimafuji, Daisuke Ito, Shingo Suzuki, Yasuyuki Sogame
- Musique et effets sonores : Takayuki Nakamura, Motoko Hieda
- Réalisateur et game designer : Seiichi Ishii

## Postérité
En 2018, la rédaction du site Den of Geek mentionne le jeu en 28e position d'un top 60 des jeux PlayStation sous-estimés : « Ehrgeiz est un jeu de rêve pour beaucoup de possesseurs de PlayStation, car il propose de se battre avec des personnages de Final Fantasy. Mais il est moins peaufiné que ses concurrents, et ne s'est pas très bien vendu à sa sortie. »